# Championnats d'Europe de cyclo-cross 2024
Navigation
Édition précédente Édition suivante
Les Championnats d'Europe de cyclo-cross 2024 ont lieu du 1er au 3 novembre 2024 à Pontevedra, en Espagne.
Le décor est celui des terrains de sport du campus universitaire et de l'Île des Sculptures adjacente. Les compétitions sont les mêmes qu'aux championnats du monde de cyclo-cross, à savoir un relais mixte, plus des courses individuelles dans les catégories élites, moins de 23 ans et juniors, tant pour les hommes que pour les femmes. Il y a également des compétitions dans les tranches d'âge Masters.

## Déroulement des compétitions
L'événement organisé sur la côte ouest espagnole est relativement mal accueilli. Les équipes d'Allemagne et de Grande-Bretagne, entre autres, sont absentes. La proximité du Koppenbergcross, la manche d'ouverture du X²O Badkamers Trofee en Belgique - qui se tient traditionnellement le 1er novembre - pose également des problèmes logistiques aux coureurs et aux équipes pour participer aux deux courses. Le parcours est considéré comme rapide avec peu d'opportunités de faire la différence, ce qui se vérifie avec des vitesses moyennes d'environ 30 km/h lors de plusieurs tours.
Comme de nombreux coureurs élites n'ont pu arriver à l'heure, seules quatre équipes sont au départ du relais mixte. Cependant, ceux-ci sont très équilibrés et seuls 39 secondes les séparent au final, avec la victoire de l'Italie devant la France (tenante du titre) et l'Espagne, le pays organisateur.
Chez les juniors (moins de 19 ans), lors de la course féminine, 23 coureuses de 10 pays sont au départ. La Suissesse Anja Grossmann s'impose à l'issue d'un sprint à trois devant la Tchèque Barbora Bukovská et l'Italienne Giorgia Pellizotti. Chez les juniors hommes, avec 44 coureurs venus de 15 pays, il s'agit de la course avec le plus de participants de ces championnats d'Europe. L'Italien Mattia Agostinacchio et l'Autrichien Valentin Hofer réussissent à se détacher progressivement du groupe de tête dans le dernier tour et remportent respectivement l'or et l'argent Le Belge Mats Vanden Eynde complète le podium. 
Chez les espoirs (moins de 23 ans), la Française Célia Gery, qui dispute sa première saison dans la catégorie, devance au sprint la Luxembourgeoise Marie Schreiber, deuxième comme l'année dernière. La Néerlandaise Leonie Bentveld prend la troisième place juste derrière. Pour la course masculine, le Belge Jente Michels conserve son titre de l'année dernière en battant au sprint l'Italien Filippo Agostinacchio. Le Néerlandais David Haverdings était également dans le groupe de tête peu avant l'arrivée, avant qu'une chaîne cassée ne mette fin à ses chances. Le Français Aubin Sparfel décroche ainsi la médaille de bronze.
Lors de la course féminine des élites, 20 coureuses représentants sept nations sont au départ. Sur ce parcours rapide, le peloton s'est progressivement réduit. Dans le dernier tour, Ceylin Alvarado, Fem van Empel, Lucinda Brand et Sara Casasola sont en tête de course. Alvarado est la premiàre à atteindre la dernière ligne droite et commence à sprinter, mais van Empel parvient à la dépasser dans les derniers mètres. C'est la troisième fois consécutive que van Empel remporte le titre devant Alvarado. Brand prend la troisième place pour compléter un podium 100 % néerlandais.
Pour les élites hommes, 23 coureurs de neuf nations sont présents, dont huit coureurs belges. Dans le cinquième des neuf tours, Thibau Nys et Felipe Orts parviennent à se détacher pour la première fois du groupe de tête, mais sont ensuite rattrapés avant de pouvoir creuser l'écart décisif deux tours avant la fin. Dans le dernier tour, Nys se débarrasse de son compagnon et remporte pour la première fois un titre de champion élite. Pour Orts, deuxième à domicile, la médaille d'argent est également son plus grand succès international à ce jour. Le Belge Eli Iserbyt s'empare du bronze.

## Programme
Le programme est le suivant (le 1er novembre est dédié aux compétitions « masters ») :
| Date                | Horaire       | Épreuve        |
| ------------------- | ------------- | -------------- |
| Samedi 2 novembre   | 15:00 - 16:00 | Relais mixte   |
| Dimanche 3 novembre | 09:00 - 09:40 | Femmes juniors |
| Dimanche 3 novembre | 10:00 - 10:40 | Hommes juniors |
| Dimanche 3 novembre | 11:00 - 11:45 | Femmes espoirs |
| Dimanche 3 novembre | 12:50 - 13:40 | Hommes espoirs |
| Dimanche 3 novembre | 14:10 - 15:00 | Femmes élites  |
| Dimanche 3 novembre | 15:30 - 16:30 | Hommes élites  |

## Résultats

### Hommes
| Épreuves        | Or                   | Argent                | Bronze            |
| --------------- | -------------------- | --------------------- | ----------------- |
| Élites          | Thibau Nys           | Felipe Orts           | Eli Iserbyt       |
| Moins de 23 ans | Jente Michels        | Filippo Agostinacchio | Aubin Sparfel     |
| Juniors         | Mattia Agostinacchio | Valentin Hofer        | Mats Vanden Eynde |

### Femmes
| Épreuves        | Or             | Argent           | Bronze             |
| --------------- | -------------- | ---------------- | ------------------ |
| Élites          | Fem van Empel  | Ceylin Alvarado  | Lucinda Brand      |
| Moins de 23 ans | Célia Gery     | Marie Schreiber  | Leonie Bentveld    |
| Juniors         | Anja Grossmann | Barbora Bukovská | Giorgia Pellizotti |

### Mixte
| Épreuves | Or | Argent                                                                                               | Bronze                                                                                                  |
| -------- | --- | --- | --- |
| Relais   | Italie- Federico Ceolin - Mattia Agostinacchio - Lucia Bramati - Giorgia Pellizotti - Francesca Baroni - Filippo Agostinacchio | France- Théophile Vassal - Aubin Sparfel - Célia Gery - Lise Revol - Hélène Clauzel - Rémi Lelandais | Espagne- Miguel Rodríguez - Benjamín Noval - Lorena Patiño - Aroa Otero - Sofia Rodríguez - Felipe Orts |

## Classements
| Pos                        | Cycliste               | Pays     | Temps       |
| -------------------------- | ---------------------- | -------- | ----------- |
|                            | Thibau Nys             | Belgique | 57 min 46 s |
| Médaille d'argent, Europe  | Felipe Orts            | Espagne  | + 3 s       |
| Médaille de bronze, Europe | Eli Iserbyt            | Belgique | + 9 s       |
| 4                          | Niels Vandeputte       | Belgique | + 15 s      |
| 5                          | Lars van der Haar      | Pays-Bas | + 24 s      |
| 6                          | David Menut            | France   | + 32 s      |
| 7                          | Gerben Kuypers         | Belgique | + 34 s      |
| 8                          | Michael Boroš          | Tchéquie | + 34 s      |
| 9                          | Laurens Sweeck         | Belgique | + 50 s      |
| 10                         | Michael Vanthourenhout | Belgique | + 1 min 1 s |

| Pos                        | Cycliste              | Pays     | Temps       |
| -------------------------- | --------------------- | -------- | ----------- |
|                            | Jente Michels         | Belgique | 52 min 11 s |
| Médaille d'argent, Europe  | Filippo Agostinacchio | Italie   | + 3 s       |
| Médaille de bronze, Europe | Aubin Sparfel         | France   | + 12 s      |
| 4                          | Yordi Corsus          | Belgique | + 12 s      |
| 5                          | Nathan Bommenel       | France   | + 22 s      |
| 6                          | Danny van Lierop      | Pays-Bas | + 23 s      |
| 7                          | Miguel Rodríguez      | Espagne  | + 25 s      |
| 8                          | Guus van den Eijnden  | Pays-Bas | + 26 s      |
| 9                          | Raúl Mira             | Espagne  | + 29 s      |
| 10                         | David Haverdings      | Pays-Bas | + 43 s      |

| Pos                        | Cycliste             | Pays     | Temps       |
| -------------------------- | -------------------- | -------- | ----------- |
|                            | Mattia Agostinacchio | Italie   | 40 min 13 s |
| Médaille d'argent, Europe  | Valentin Hofer       | Autriche | + 8 s       |
| Médaille de bronze, Europe | Mats Vanden Eynde    | Belgique | + 10 s      |
| 4                          | Benjamín Noval       | Espagne  | + 11 s      |
| 5                          | Giel Lejeune         | Belgique | + 12 s      |
| 6                          | Ettore Fabbro        | Italie   | + 17 s      |
| 7                          | Cas Timmermans       | Pays-Bas | + 19 s      |
| 8                          | Soan Ruesche         | France   | + 26 s      |
| 9                          | Rick Versloot        | Pays-Bas | + 37 s      |
| 10                         | Lars Daelmans        | Belgique | + 38 s      |

| Pos                        | Cycliste           | Pays | Temps       |
| -------------------------- | ------------------ | ---- | ----------- |
|                            | Fem van Empel      |      | 50 min 41 s |
| Médaille d'argent, Europe  | Ceylin Alvarado    |      | 0 s         |
| Médaille de bronze, Europe | Lucinda Brand      |      | 7 s         |
| 4                          | Sara Casasola      |      | 10 s        |
| 5                          | Amandine Fouquenet |      | 17 s        |
| 6                          | Alicia Franck      |      | 17 s        |
| 7                          | Laura Verdonschot  |      | 18 s        |
| 8                          | Hélène Clauzel     |      | 26 s        |
| 9                          | Aniek van Alphen   |      | 27 s        |
| 10                         | Lucía González     |      | 50 s        |

| Pos                        | Cycliste            | Pays       | Temps        |
| -------------------------- | ------------------- | ---------- | ------------ |
|                            | Célia Gery          | France     | 42 min 47 s  |
| Médaille d'argent, Europe  | Marie Schreiber     | Luxembourg | + 0 s        |
| Médaille de bronze, Europe | Leonie Bentveld     | Pays-Bas   | + 4 s        |
| 4                          | Kristýna Zemanová   | Tchéquie   | + 1 min 22 s |
| 5                          | Fleur Moors         | Belgique   | + 1 min 38 s |
| 6                          | Viktória Chladoňová | Slovaquie  | + 1 min 53 s |
| 7                          | Lucia Bramati       | Italie     | + 2 min 26 s |
| 8                          | Amandine Muller     | France     | + 2 min 26 s |
| 9                          | Alice Papo          | Italie     | + 3 min 3 s  |
| 10                         | Iris Offerein       | Pays-Bas   | + 3 min 5 s  |

| Pos                        | Cycliste           | Pays     | Temps       |
| -------------------------- | ------------------ | -------- | ----------- |
|                            | Anja Grossmann     | Suisse   | 37 min 30 s |
| Médaille d'argent, Europe  | Barbora Bukovská   | Tchéquie | + 1 s       |
| Médaille de bronze, Europe | Giorgia Pellizotti | Italie   | + 1 s       |
| 4                          | Mae Cabaca         | Pays-Bas | + 18 s      |
| 5                          | Elisa Ferri        | Italie   | + 18 s      |
| 6                          | Amálie Gottwaldová | Tchéquie | + 19 s      |
| 7                          | Jeanne Duterne     | France   | + 30 s      |
| 8                          | Zélie Lambert      | France   | + 30 s      |
| 9                          | Lison Desprez      | France   | + 32 s      |
| 10                         | Lorena Patiño      | Espagne  | + 35 s      |

### Relais mixte
| Pos                        | Pays | Temps       |
| -------------------------- | --- | ----------- |
|                            | Italie- Federico Ceolin - Mattia Agostinacchio - Lucia Bramati - Giorgia Pellizotti - Francesca Baroni - Filippo Agostinacchio | 40 min 50 s |
| Médaille d'argent, Europe  | France- Théophile Vassal - Aubin Sparfel - Célia Gery - Lisa Revol - Hélène Clauzel - Rémi Lelandais                           | + 11 s      |
| Médaille de bronze, Europe | Espagne- Miguel Rodríguez - Benjamín Noval - Lorena Patiño - Aroa Otero - Sofia Rodríguez - Felipe Orts                        | + 14 s      |
| 4                          | Tchéquie- Tomáš Hájek - Barbora Bukovská - Václav Ježek - Amálie Gottwaldová - Kristýna Zemanová - Michael Boroš               | + 39 s      |

## Tableau des médailles
| Rang  | Nation     | Or | Argent | Bronze | Total |
| ----- | ---------- | -- | ------ | ------ | ----- |
| 1     | Italie     | 2  | 1      | 1      | 4     |
| 2     | Belgique   | 2  | 0      | 2      | 4     |
| 3     | Pays-Bas   | 1  | 1      | 2      | 4     |
| 4     | France     | 1  | 1      | 1      | 3     |
| 5     | Suisse     | 1  | 0      | 0      | 1     |
| 6     | Espagne    | 0  | 1      | 1      | 2     |
| 7     | Autriche   | 0  | 1      | 0      | 1     |
| 7     | Luxembourg | 0  | 1      | 0      | 1     |
| 7     | Tchéquie   | 0  | 1      | 0      | 1     |
| Total | Total      | 7  | 7      | 7      | 21    |